# Cultura paracas
```
   [[Categoria:Estados extintos da América do Sul|Cultura Paracas, 
700 a.C.
]]
```

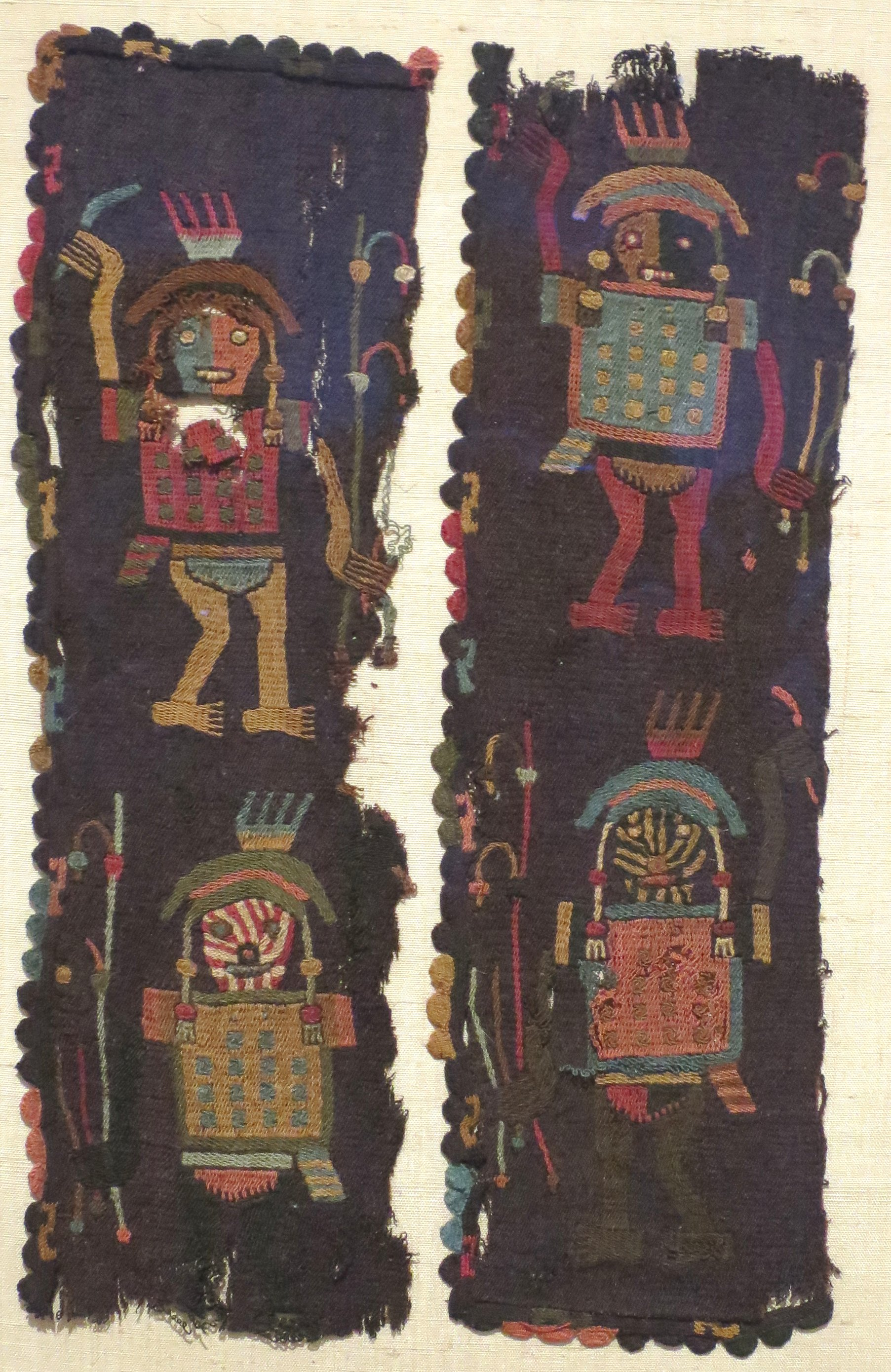
Fragmento arqueológico de tecido paraca que faz parte do acervo do Museu de Arte de Honolulu

A cultura Paracas (700 a.C. - 200 d.C.) é uma cultura pré-incaica que surgiu na costa sul do Peru, em assentamentos como Cerro Colorado ou Arenas Blancas durante o Horizonte Inicial. Embora fossem populações de caçadores e pescadores, deram origem à Civilização de Nazca, famosa pelas linhas desenhadas que podem ser apreciadas do alto. Atingiu um importante desenvolvimento na arte têxtil.

## Localização geográfica
A Cultura Paracas se desenvolveu principalmente entre os rios Ica e Pisco, na Península Paracas (Região de Ica). Em sua época de maior expansão, estendeu-se ao norte até Chincha e ao sul até Yauca, na (Região de Arequipa).
O principal centro Paracas poderia estar localizado em Tajahuana, no vale do rio Ica. Era uma cidade fortificada, localizada no cume de uma rocha apresentava uma defesa fácil.

## Etimología
Paracas no quíchua significa chuva de areia (para, chuva, e aco, areia), e se refere aos efeitos causados pelos ventos de furacões que atingem regularmente a região, os mesmos que arrastam areia e guano das ilhas vizinhas, e a cobrem sua superfície com uma camada de pó esbranquiçada. Este fenômeno atmosférico nomeou a península de Paracas, e por extensão, a cultura pre-inca descoberta nessa região.

## Assentamentos Paracas
- Chincha: Bodegas, Lurin, Chincha.
- Pisco: Cerro Colorado, Disco Verde, Cabeza Larga, Chongos, Tambo Colorado.
- Ica: Teojate, Huamaní, Ocucaje, Callango (Ánimas Altas e Ánimas Bajas), Chiquerillos, Ullujalla, Tomaluz.
- Palpa: Mollaque, Chichictara.
- Nazca: Soisongo, Atarco, Trancas, Cahuachi.

## Descoberta
A cultura Paracas foi descoberto em julho de 1925 pelo arqueólogo peruano Julio C. Tello, de frente para a Baía de Paracas e sul de Pisco. Em agosto do mesmo ano, Tello, ajudado por seu discípulo Toribio Mejía Xesspe, instalou um acampamento arqueológico no local.
O primeiro cemitério Paracas foi encontrado por Tello nas colinas vermelhas de pórfiro conhecidas como Cerro Colorado. No total, ele descobriu 39 túmulos, que ele denominou cavernas, que continham fardos funerários envolvidos em cobertores finos e rodeado por cerâmica, instrumentos de caça, peles de animais e alimentos.
Em 1927, Tello, juntamente com Mejia Xesspe, descobriram um outro cemitério em Warikayan, perto de Cerro Colorado, que ele chamou de Paracas-Necropolis, onde encontrou 429 cadáveres mumificados, envolto cada um com vários mantos, alguns dos quais com fino acabamento . São os famosos mantos paracas, preservados hoje no  Museo Nacional de Arqueología, Antropología e Historia del Perú (MNAAHP).
Além desses dois cemitérios, Tello identificou na Península Paracas um terceiro cemitério, que ele chamou de Arena Blanca ou Cabeza Larga, o último nome por causa da presença de crânios deformados, alongados. Lá, além de túmulos saqueados, encontrou vestigios de habitações subterrâneas.

## Divisão de acordo com Tello
Tello estudou como os paracas enterravam seus mortos e analisou que essa cultura teve duas eras bem definidas. Chamou a primeira de Paracas-Cavernas; porque nesta era enterravam os mortos dentro de tumbas escavadas verticalmente no chão, que se alargam antes de chegar ao solo, o que lhes davam uma forma de taça invertida (embora não fossem realmente cavernas mas poços). Já a segunda  chamou de Paracas-Necropolis; porque nesta época enterravam os mortos em cemitérios retangulares mais sofisticados, que aparentavam com necrópoles.
Essa divisão da cultura Paracas perdurou por longas décadas, devido ao prestígio de Tello, considerado o pai da arqueologia peruana, até que outros arqueólogos mostraram que a chamada Paracas-Necrópole na verdade pertence a outra tradição cultural: a Cultura Topara.

### Paracas Cavernas (700 a.C. - 500a.C.)
Segundo Tello, é o período mais antigo, ligado à influência Chavín, especialmente na cerâmica. De acordo com as descobertas feitas em Cerro Colorado, os túmulos dos paracas desse período foram escavados no subsolo com uma forma de taça invertida ou uma garrafa com gargalo alto a uma profundidade de mais de 6 metros, onde colocaram suas múmias envoltas em mortalhas. Estas estão em perfeitas condições, graças às condições climáticas do deserto. Muitos dos cadáveres mostravam práticas de trepanação craniana.
Os vestígios arqueológicos encontrados em Cerro Colorado incluem múmias masculinas e femininas de diferentes idades. Os corpos foram colocados em posição fetal e envoltos com têxteis comuns e depois por tecidos de cores vivas e decorados com figuras de animais, peixes, cobras e formas geométricas.

### Paracas Necrópole (500 a.C. - 200 d.C.)

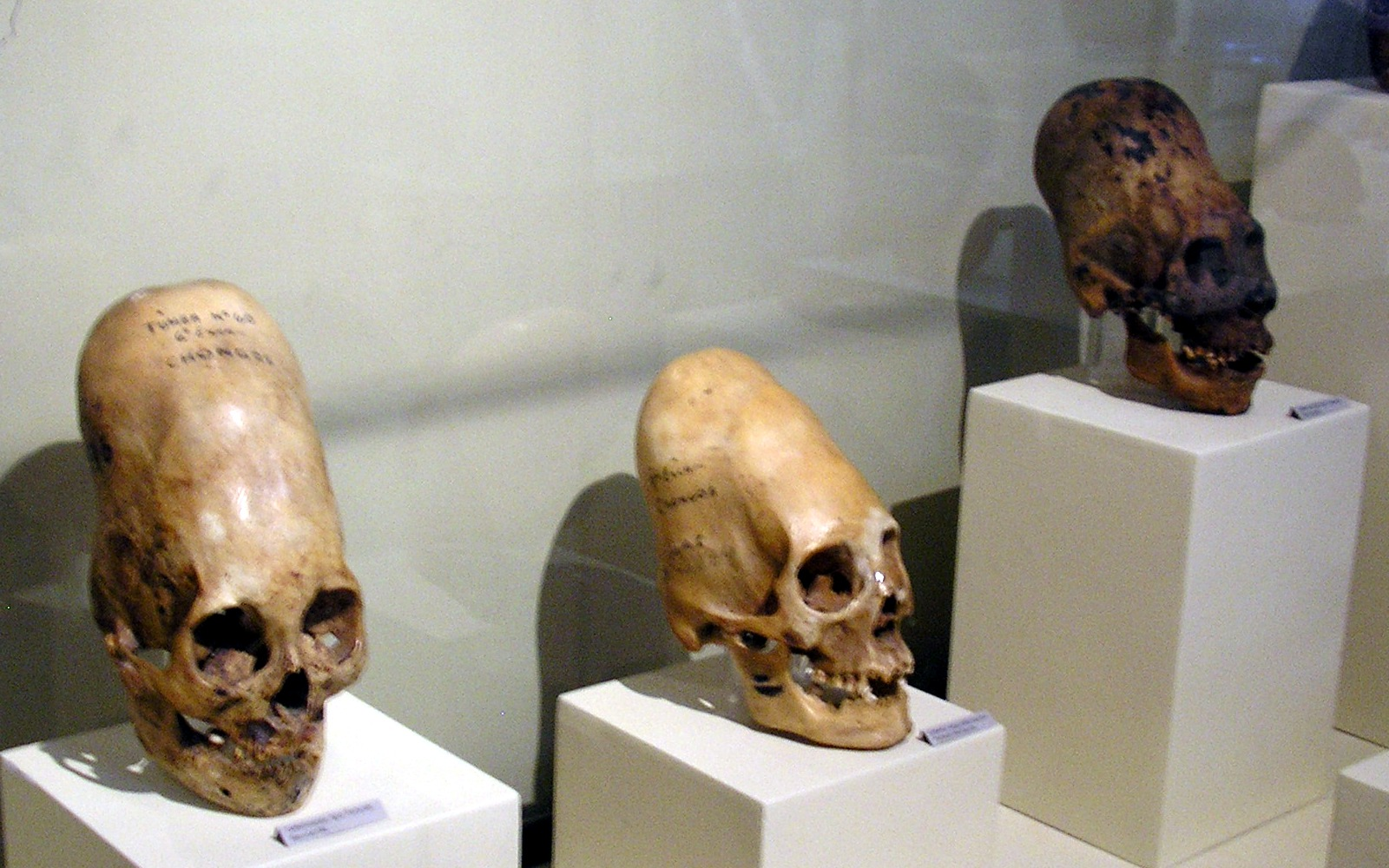
crânios deformados expostos no Museu Regional de Ica

O período Paracas-Necropolis foi nomeado após o fato de que seus cemitérios, retangulares, serem descobertos em Warikayan, eram divididos em vários compartimentos ou câmaras subterrâneas, que para Tello pareciam que faziam parte de uma "cidade dos mortos" (necrópole). Cada grande câmara supostamente teria pertencido a uma família ou clã específico, que enterrou seus ancestrais por muitas gerações.
A tese de Tello foi questionada por outros arqueólogos. Primeiro, Warikayan não parece ter sido uma necrópole, mas um grande centro populacional, apesar de que em alguns de seus edifícios fossem depositados mais de 400 múmias, fato este que até agora não encontrou-se nenhuma explicação satisfatória. Poderia ter sido um local considerado sagrado pela cor vermelha de suas colinas e sua proximidade com o mar, que o relacionavam com morte e regeneração. Outra questão levantada é que as manifestações culturais deste assentamento não pertenciam à cultura Paracas em si, mas com uma tradição cultural diferente, a qual tem sido chamada Topará e que se desenvolveu nos vales de Canete, Topará, Chincha e Pisco, até a península de Paracas como limite sul. Ou seja, Warikayan estava precisamente na fronteira de ambas as culturas. É provável que a Cultura Topará tenha sido imposta repentinamente na região após uma guerra de conquista. A presença de armas junto com as mortalhas, bem como a presença maciça de crânios quebrados e trepanados, seria sinais de um tempo muito violento.
Cada múmia estava envolta em muitas camadas de têxteis, algumas das quais de extraordinária qualidade. Estas últimas, precisamente, é que tornou Paracas famosa, pois seus melhores espécimes são muito bem acabados. E se tornaram conhecidas mundialmente como os Mantos Paracas.

## Trepanações cranianas

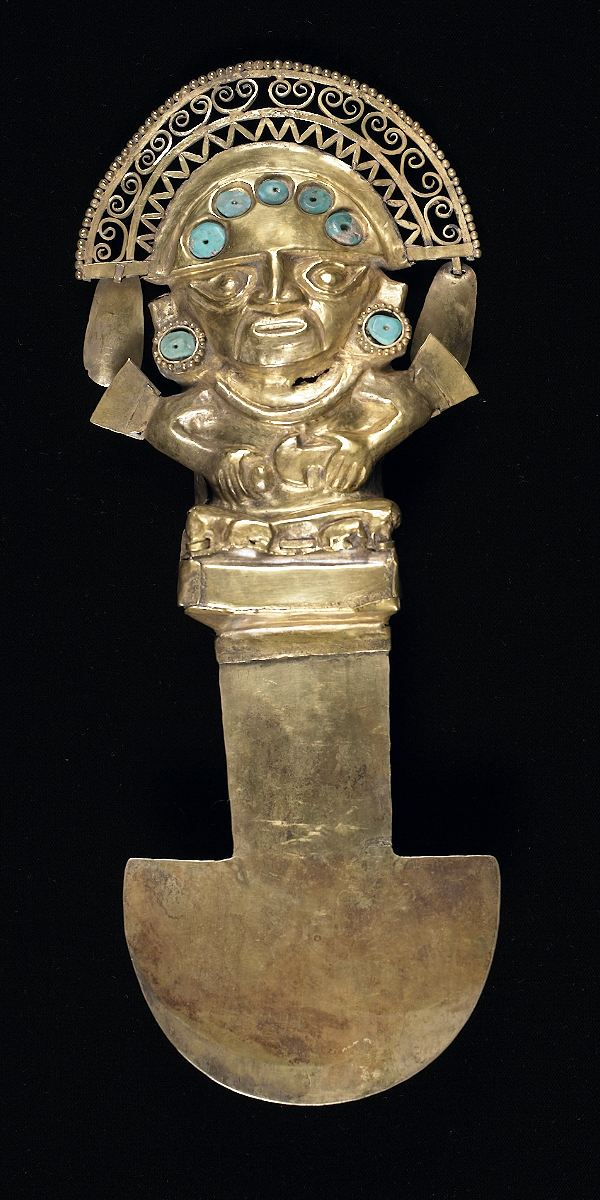
Tumi

Há evidências de que os paracas realizavam operações cirúrgicas, especialmente a chamada trepanação craniana. Para esta prática os cirurgiões paracas  utilizavam brocas obsidiana, Tumis ou facas afiadas em forma de crescente (feitos de uma mistura de ouro e prata) , bisturis e pinças. Também usavam algodão, gaze e ataduras. O crânio era perfurado com as brocas de obsidiana e o osso danificado era raspados ou escavados com o Tumi, fazendo um movimento circular. Após o respectivo tratamento, a abertura era selada com placas de ouro ou matte (cabaça). Isso permitiu que a operação se curasse sem nenhum problema.
As razões que levaram à realização dessa prática têm sido muito discutidas; Acredita-se que tenham sido feitas com a intenção de curar fracturas afundamento das paredes ósseas, para o alívio de cefaleias e o tratamento de doenças mentais por procedimentos mágicos (acreditavam que a abertura do crânio para as bebidas espirituosas causas do mal).
Muitos crânios com sinais de trepanação indicam que as pessoas sobreviveram a esta prática, por causa da presença de calo ósseo na área operada, eles só formada ao longo dos anos em uma pessoa viva.